# 연오
연오(본명: 박정언, 1982년 12월 18일 ~ )은 대한민국의 가수이다.
현재 거주지는 서울특별시이다.

## 학력
- 명지대학교 영어영문학과 졸업
- 해운대여자고등학교 졸업
- 남성여자중학교 졸업
- 부산동광초등학교 졸업

## 경력
- 2005년 ~ 2008년 그룹 'LPG' 멤버

## 수상
- 2001년 미스코리아 서울 미
- 2000년 두산타워 CF부문모델 2위 입상

## 데뷔
- 2005년 LPG 정규 앨범 "Long Pretty Girls"

## 출연작
- 2005년 ~ 2008년 KBS1 《가족오락관》
- 2008년 《아버지와 마리와 나》
- 2015년 《검은손》
- 2022년 《일당백집사》 ... 박혜진 역
- 2022년 《어웨이크》 ... 소진 모 역
- 2023년 《이 연애는 불가항력》 ... 클라이언트 역
- 2023년 《무빙》 ... 망토 아이 엄마 역
- 2023년 《3일의 휴가》 ... 외숙모 역